# Vztahy mezi Evropskou unií a Svatým stolcem
Vztahy mezi Evropskou unií a Svatým stolcem jsou bilaterální vztahy mezi Evropskou unií (EU) a Svatým stolcem (včetně suverénního území Svatého stolce známého jako Městský stát Vatikán).

## Spolupráce
I když ani jeden subjekt není členem Evropské unie, Svatý stolec a Vatikán jsou s EU bytostně spojeny. Vatikán má otevřenou hranici s Itálií, a tedy s celým schengenským prostorem, jehož je Itálie součástí. V roce 2006 Vatikán projevil zájem o vstup do Schengenského informačního systému. Svatý stolec i Vatikán používají euro jako jedinou zákonnou měnu a vatikánské euromince jsou raženy na základě dohody s Itálií schválené EU. EU dala v roce 2000 Itálii pravomoc vyjednat dohodu se Svatým stolcem, která umožnila Svatému stolci vyrazit maximálně 670 000 EUR. Po přezkoumání ujednání vstoupila v roce 2010 v platnost nová dohoda, která mu umožňovala razit 1 milion EUR ročně (plus až dalších 300 000 EUR při zvláštních příležitostech).
Podle kodaňských kritérií Evropské unie pro určování způsobilosti států pro vstup do EU musí být kandidátský stát demokracií s volným trhem. Vzhledem k tomu, že Svatý stolec není stát a Vatikán funguje jako volitelná absolutní monarchie s pouze jedním významným ekonomickým aktérem, kterým je stát samotný, nesplňuje kritéria ani jeden z nich.
Vatikán není součástí Evropské celní unie na rozdíl od některých jiných malých evropských států. Je však osvobozen od cel a daní a malé množství zboží vyváženého z Vatikánu je osvobozeno od cla.

## Reprezentace
První zástupce Svatého stolce, apoštolský nuncius, byl v EU akreditován v roce 1970. Role zástupce EU u Svatého stolce je přisouzena zástupci EU při OSN v Římě; v současnosti tuto roli zastává velvyslankyně Alexandra Valkenburgová. Prvním zástupcem EU u Svatého stolce byl Luis Ritto, akreditovaný v roce 2006.

## Rozpory
Neshody mezi Evropskou unií a Svatým stolcem jsou či byly:
- Rozpor ohledně toho, zda zahrnout poznámku o evropském křesťanském dědictví do evropské ústavy[2]
- Evropský parlament odmítl schválit Rocca Buttiglioneho jako evropského komisaře, protože podporoval názor katolické církve na homosexualitu[3]
- Evropská unie podpořila Sandbækovu zprávu, která zvyšuje finanční prostředky na potraty
- Financování výzkumu embryonálních kmenových buněk Evropskou unií[4]
- Evropský parlament schválil návrh[5] požadující povinné uznání svazků osob stejného pohlaví v celé Evropské unii[6]

## Členství
Vatikán (nejmenší stát na světě) je církevním nebo sacerdotalním-monarchickým státem. Jako takový nemá dostatečnou míru demokracie ke vstupu do EU (článek 49 SEU). Vatikánská ekonomika má navíc jedinečný nekomerční charakter.